# Ivan Passer
Ivan Passer (n. 10 iulie 1933, Praga, Cehoslovacia – d. 9 ianuarie 2020, Reno, Nevada, SUA) a fost un regizor de film și scenarist de origine cehă, care a lucrat în SUA.
Personalitate semnificativă a Noului Val Cehoslovac de la mijlocul anilor 1960, Passer a lucrat împreună cu Miloš Forman la multe din filmele sale și a regizat primul său film în 1965. După invazia sovietică din 1968, Passer a emigrat în Occident, ajutat de Carlo Ponti, și a trăit și locuit în Statele Unite ale Americii începând de atunci.

## Filmografie
Regizor:
- Intimate Lighting (și co-scenarist, 1965)
- Born to Win  (1971)
- Law and Disorder (și scenarist, 1974)
- Silver Bears (1977)
- Cutter's Way (1981)
- Creator (1985)
- Haunted Summer (1988)
- Fourth Story (1990)
- Stalin (1992)
- While Justice Sleeps (1994)
- Kidnapped (1995)
- The Wishing
- Picnic (2000)
- Nomad (2006)

Ca scenarist pentru Milos Forman:
- Konkurs (1963) - împreună cu Miloš Forman, Jaroslav Papousek și Vaclav Sasek
- Lásky Jedné Plavovlásky (Dragostea unei blonde) (1965) - împreună cu Miloš Forman, Jaroslav Papousek și Vaclav Sasek
- The Firemen’s Ball (Balul pompierilor) (1967) - împreună cu Miloš Forman, Jaroslav Papousek și Vaclav Sasek

Jucându-se pe sine însuși:
- Velvet Hangover (2000), film documentar de Robert Buchar